# Reddit
Reddit (/ˈɹɛdɪt/) ist ein Internetforum und Social-News-Aggregator. Auf der Social Media Website (Online-Community) können registrierte Benutzer Inhalte einstellen und mit anderen Nutzern kommunizieren. Ein Inhalt kann entweder aus einem Link, einem Video, einem Bild, einer Umfrage oder einem Textbeitrag bestehen. Andere Benutzer können die Beiträge als positiv oder negativ beurteilen. Die Bewertungen beeinflussen, welche Position der Beitrag auf der jeweiligen Reddit-Seite sowie der Startseite einnimmt.
Reddit wurde 2005 von Steve Huffman, Alexis Ohanian und Aaron Swartz gegründet und gehörte seit dem 31. Oktober 2006 zum Condé Nast Verlag.
Wegen des stetigen Wachstums wurde Reddit am 6. September 2011 in Reddit Inc. ausgegliedert und untersteht nun, wie Condé Nast, dem Medienunternehmen Advance Publications.

## Überblick und Funktionen
Registrierte Nutzer (oft auch Redditors genannt) können ihre Beiträge in individuelle, nach Themengebieten sortierte, sogenannte Subreddits einstellen. Die Platzierung eines Beitrags wird sowohl auf der allgemeinen Startseite als auch auf der individuellen Startseite durch das Alter, positive und negative Kommentare und das gesamte, sogenannte „Karmaergebnis“ bestimmt. Dadurch kommen täglich Dutzende verschiedener Beiträge auf den Startseiten vor.
Nutzer können Inhalte entweder durch externe Links oder durch eigene Posts auf Reddit einstellen. Dabei enthalten eigene Posts (auch self-posts genannt) nutzergenerierte Texte zu bestimmten Themen oder Sachverhalten. Andere Nutzer bewerten die Beiträge dann entweder mit positiver (“upvote”) oder negativer (“downvote”) Kritik (“feedback”). Außerdem können Nutzer Beiträge kommentieren und Kommentare von anderen bewerten. Die Bewertungspunkte für Kommentare haben allerdings keinen Effekt auf die Platzierung des Beitrags.
Für Beiträge oder Kommentare, die von anderen Nutzern positiv bewertet wurden, erhält der jeweilige Autor entweder link-karma für seinen Beitrag oder comment-karma für seinen Kommentar.

### Subreddits
Reddit ist in sogenannte Subreddits unterteilt, die eine thematische Sortierung der eingereichten Beiträge ermöglichen. Dabei legt der Benutzer beim Einreichen eines Beitrags fest, in welchem Subreddit dieser erscheinen soll. Ist kein passendes Subreddit vorhanden, können angemeldete Benutzer auch eigene Subreddits erstellen.
Um ein Subreddit zu erstellen, wird zur Prävention von Spam ein Mindestaccountalter von 30 Tagen und eine Mindestmenge an „Reddit-Karma“ benötigt, die genaue Menge an Karma wird allerdings geheim gehalten. Als angemeldeter Benutzer hat man zudem die Möglichkeit, Subreddits zu abonnieren, um neue Beiträge schnell angezeigt zu bekommen. Beiträge aus den ausgewählten Subreddits erscheinen dann auf der persönlichen Startseite. Im Dezember 2011 enthielt Reddit mehr als 100.000 Subreddits, am 27. Dezember 2021 waren es 3.254.056.

### IAmA
Eines der bekanntesten Subreddits ist IAmA. In diesem Subreddit herrscht zwischen den Benutzern das Motto AMA – Ask me anything. Vor allem Prominente und bekannte Personen, darunter Barack Obama, Bill Gates, Bear Grylls, Deadmau5, Zach Braff, Neil deGrasse Tyson und andere, stellen sich hier den Fragen der Community. Dabei ist es den Benutzern freigestellt, welche Fragen sie stellen wollen. Ein Zeitplan auf der rechten Seite des Subreddits gibt eine Übersicht der nächsten Prominenten-AMAs. Aus Deutschland haben u. a. die Politiker Christian Lindner und Kevin Kühnert eine solche Fragerunde abgehalten. Das deutsche Pendant zu IAmA ist r/de_IAmA, das Stand April 2025 592.000 Mitglieder zählt.

### Karma
Als Karma wird bei Reddit die Bewertung der eigenen Reputation bezeichnet. Werden die eigenen Beiträge und Kommentare positiv von anderen Benutzern bewertet, steigt das jeweilige Karma des Benutzers. Dagegen sinkt das Karma bei negativen Bewertungen. Beiträge, die nur einen eigenen Text und keinen externen Link beinhalten (sogenannte self-posts) erhielten bis Juli 2016 keine Karma-Punkte. Dabei gibt es jeweils einen Zähler für die Bewertungen der eigenen Beiträge und einen für die eigenen Kommentare. Eine einzelne Bewertung ergibt sich aus der Summe der sogenannten Upvotes, abzüglich der Downvotes, für den jeweiligen Beitrag. Das Karma des jeweiligen Benutzers steht unter seinem Profilnamen.
Da das Bewertungssystem ausschlaggebend für das Ranking des Beitrags ist, kann es mitunter vorkommen, dass das Karma künstlich erhöht wird. Dies geschieht, indem mehrere Fake Accounts von einem Benutzer angelegt werden, um einen Beitrag möglichst schnell positiv bewerten zu können. Um die Sachlichkeit innerhalb der Kommentare aufrechtzuerhalten, gibt es eine sogenannte Reddiquette (ähnlich der Netiquette), an die sich die Benutzer beim Erstellen ihrer Kommentare halten sollen. Allerdings ist diese Richtlinie nicht zwingend.

### Reddit Premium und Gold
Im Juli 2010 führte Reddit sein neues Feature Reddit Gold ein, nachdem der Traffic der Website massiv angestiegen war. Reddit Gold bietet den Benutzern zusätzliche kostenpflichtige Funktionen. Die Kosten dafür liegen bei 5,99 USD pro Monat.
Nutzer, die die Reddit-Goldmitgliedschaft erworben oder von einem anderen Redditor gespendet bekommen haben, erhalten zusätzlich folgende Vorteile:
- sie bekommen eine Trophäe auf der jeweiligen Benutzerseite angezeigt.
- sie können Werbung und Sponsorenlinks abschalten.
- sie können doppelt so viele Kommentare wie üblich gleichzeitig sehen.
- sie können sich bis zu 100 Subreddits und 1.500 Kommentare gleichzeitig auf der eigenen Benutzerseite anzeigen lassen.
- sie bekommen eine neue Kommentarfunktion, um zu sehen, was seit dem letzten Besuch Neues hinzugefügt wurde.
- sie erhalten Zugang zur Friends with Benefits-Funktion. Hier bekommt man die Möglichkeit, Notizen in seine Freundesliste zu schreiben.
- sie können gespeicherte Posts nach Subreddits und eigenen Kategorien sortieren.
- sie erhalten Zugang zu „The Lounge“, einer Gemeinschaft („community“) nur für Redditors mit Goldmitgliedschaft.
- sie können Beta-Funktionen testen.
- sie erhalten diverse Sonderangebote bei Partner-Unternehmen.

Reddit verschenkte bis September 2016 einen Monat Reddit Gold an jeden Benutzer, der eine Postkarte an das Unternehmen schickte.
2018 benannte Reddit das monatliche Reddit Gold-Abonnement in Reddit Premium um und fügte verschiedene Awards wie Platinum und Silver hinzu. Außerdem können spezielle Community Awards und Mod Awards vergeben werden. Die Coins zum Verteilen von Awards können nun auch unabhängig von Reddit Premium erworben werden.

### Events

#### Place
Reddit veranstaltet unregelmäßig Events wie beispielsweise Place, bei dem jeder Nutzer alle 5 Minuten einen farbigen Pixel auf einer Fläche platzieren kann, um so in Gemeinschaftsarbeit ein Kunstwerk zu erstellen. Es fand erstmals am 1. April 2017 statt. Am 1. April 2022 wurde das Projekt nach großer Nachfrage erneut gestartet und fand im Jahr darauf ab dem 20. Juli 2023 statt.

## Geschichte
Reddit wurde im Juni 2005 von Steve Huffman und Alexis Ohanian gegründet. Für die Gründung stellte ihnen der Start-up-Inkubator Y Combinator 100.000 US-Dollar zur Verfügung. Um das Datenaufkommen („traffic“) der Website schnell zu erhöhen, erstellten beide viele Fake-Accounts, um von dort aus Links zu posten. Im Oktober 2006 wurde Reddit vom Condé-Nast-Verlag für 20 Mio. US-Dollar gekauft, nachdem die Website täglich 500.000 Seitenbesuche erreicht hatte. Anfang 2008 führte Reddit ein, dass jeder Benutzer eigene Subreddits erstellen kann. Im Februar 2011 erreichte die Website erstmals 1 Milliarde Aufrufe in einem Monat und im September desselben Jahres 1,6 Milliarden.
Am 6. September 2011 wurde Reddit aufgrund seines stetigen Wachstum aus dem Condé-Nast-Verlag ausgegliedert und als reddit.inc direkt dem Mutterkonzern Advance Publications unterstellt. Reddit begründete diesen Schritt damit, dass der Traffic der Website in den letzten fünf Jahren explosionsartig angestiegen sei. Waren es im Jahr 2006 noch durchschnittlich 700.000 Aufrufe der Website an einem Tag, so wurde diese Zahl 2011 im Durchschnitt alle 15 Minuten erreicht.
Im August 2021 erreichte die Firmenbewertung von Reddit 10 Milliarden US-Dollar.
Am 21. März 2024 ging Reddit in New York City unter RDDT an die Börse.

### Open Source
Am 17. Juni 2008 wurde bekanntgegeben, dass Reddit von nun an ein Open-Source-Projekt sei. Mit Ausnahme des Anti-Spam-Bereichs können der vollständige Code und die verwendeten Tools kostenfrei auf GitHub benutzt werden.
Reddit gab drei Gründe für dieses Vorgehen an. Zum einen ging man davon aus, dass die Weiterentwicklung der Website durch die Open-Source-Nutzung schneller würde. Zum anderen soll die Website für die Benutzer komplett transparent sein. Ein weiterer Grund für dieses Vorgehen war, dass Reddit bis zu diesem Zeitpunkt ausschließlich Open-Source-Software für die Website verwendete und nun auch ein Teil davon werden sollte.
Seit dem 1. September 2017 ist Reddit kein Open-Source-Projekt mehr.

## Kontroversen und Ereignisse

### Tätersuche beim Anschlag auf den Boston-Marathon
Ein Ereignis, das medial stark diskutiert wurde, war die Suche nach den Tätern des Anschlags auf den Boston-Marathon im Jahr 2013. Dabei wurde ein Subreddit gegründet, bei dem die Nutzer von Reddit wie Detektive Informationen sammelten. Der Hauptverdächtige auf Reddit war ein vermisst gemeldeter Student. Diese Jagd der Redditoren endete erst, als die Polizei die wahren Täter festnahm. Hinsichtlich des von Reddit Verdächtigten fand die Polizei später dessen Leiche und stellte fest, dass er bereits Wochen vor dem Anschlag Suizid beging. Aufgrund des Drucks, den die Redditoren ausgeübt haben, und der öffentlichen Verunglimpfung des unschuldigen und gedoxxten Studenten erhielt das Vorkommnis große Aufmerksamkeit. Ein Manager von Reddit entschuldigte sich für das Verhalten der Nutzer und kritisierte die auf Reddit veranstaltete Hexenjagd und die wilden Spekulationen. Die Moderatoren der Subreddits löschten nach dem Vorfall die meisten Posts und Kommentare, doch vieles ist noch erhalten im Subreddit r/MuseumofReddit. Der Vorfall wurde u. a. in der fünften Staffel der Fernsehserie Good Wife referenziert und in dem Roman Die zweite Schwester von Chan Ho-kei erwähnt und dient dort als mahnendes Beispiel.

### Nutzerrevolte und Rücktritt
Ellen Pao trat am 10. Juli 2015 nach etwa 8 Monaten als Interimschefin zurück. Sie hatte Victoria Taylor entlassen, die sich um die meist ehrenamtlichen Moderatoren kümmerte. Zwar hatte sie sich für diese Personalentscheidung entschuldigt, doch eine Petition von 200.000 Nutzern forderte ihren Rücktritt. Mitgründer Steve Huffman kehrte vorerst an die Spitze des Unternehmens zurück.

### Sperrung von 2000 Subreddits
Im Juni 2020 sperrte Reddit aufgrund einer wiederholten und massenweisen Verletzung der Netiquette (Forenregeln) eine Vielzahl an Gruppen (Subreddits). Die mitgliederstärksten Gruppen waren „The_Donald“, in der hauptsächlich Donald-Trump-bezogene Inhalte geteilt wurden und die 790.000 Follower hatte, sowie die Gruppe „Chapo Trap House“, eine politisch links orientierte Gruppe mit 160.000 Followern. Laut Reddit wurden in den geschlossenen Gruppen insbesondere Hassreden verbreitet.

### Kritik an Duldung von Falschinformationen
Durch zahlreiche Reddit-Nutzer und Subreddit-Betreiber wurde im August 2021 Kritik an Reddit laut, die Verbreitung von Falschinformationen zur COVID-19-Pandemie zu dulden und entsprechende Subreddits wie r/NoNewNormal nicht zu schließen. Zahlreiche Moderatoren von prominenten Subreddits unterzeichneten einen offenen Brief, in dem sie die Betreiber aufforderten, einschlägige Kanäle zu schließen, auf den Reddit ihrer Meinung nach aber unzureichend reagierte. Reddit argumentierte, man wolle weiterhin „Debatten“ über das Thema erlauben, auch wenn Beiträge dem wissenschaftlichen Konsens widersprechen. Die Kritiker sahen jedoch nicht bloß Debatten, sondern „gefährliche Ratschläge“ auf der Plattform zirkulieren. Einige Tage später stellten zahlreiche Kanäle ihre Sichtbarkeit auf privat, um gegen die ihrer Ansicht nach mangelnde Einsicht von Reddit zu protestieren. Die Verantwortlichen von Reddit gingen schließlich auf die Vorwürfe ein und kamen zu dem Ergebnis, dass einschlägige Communitys wie r/NoNewNormal von Coronaleugnern und -skeptikern genutzt worden seien, um sich dazu zu verabreden, andere Communitys mit Falschinformationen zu unterwandern (brigading), was schließlich zu einer Sperrung des Subreddits r/NoNewNormal führte. Weitere 54 Kanäle wurden in Quarantäne gestellt.

### Streik wegen Sperren von Third-Party Apps
Im Mai und Juni 2023 kündigten viele Subreddits an, vom 12. Juni 2023 bis zum 14. Juni 2023 offline zu gehen, beziehungsweise auf privat zu stellen. Damit wollte man ein Zeichen gegen das Entgeltlichmachen der API setzen. Einige Subreddits setzten den Streik auch über den 14. Juni hinaus weiter fort. Die API ermöglicht es anderen Apps auf Nachrichten und anderes auf Reddit zuzugreifen, sodass Nutzer über diese Apps Reddit nutzen können. Reddit will diese API ab dem 1. Juli 2023 kostenpflichtig machen, was vielen Nutzern missfiel, da die Third-Party Apps Vorteile gegenüber der Reddit-App haben. Außerdem wären auch Moderatoren-Bots und Meme-Bots betroffen.

## Politik
Am 29. August 2012 hatte sich US-Präsident Barack Obama mit „I am Barack Obama, President of the United States -- AMA“ (AMA = Ask Me Anything) während seines Wahlkampfes zur Wiederwahl auf Reddit zu Wort gemeldet. Während einer halben Stunde beantwortete er die Fragen der „Redditors“. Innerhalb kürzester Zeit wurden rund 13.000 Kommentare verfasst, sodass es durch die hohen Zugriffszahlen wenig später zu einem kurzzeitigen Totalausfall von Reddit kam. Obamas Nutzername auf Reddit lautet „PresidentObama“.
In Russland wurde der Zugang zu Reddit am 12. August 2015 für die Dauer etwa eines Tages gesperrt. Als Grund wird ein zwei Jahre alter Beitrag genannt, in dem ein Reddit-Nutzer auf Russisch erklärt, wie man sogenannte Magic Mushrooms anbaut.
Seit dem 13. August 2015 ist zudem der Zugang zu dem Subreddit watchpeopledie (in etwa: „schaue Menschen beim Sterben zu“) für Nutzer mit zu Deutschland gehörenden IP-Adressen gesperrt. Die Bundesprüfstelle für jugendgefährdende Medien hatte Reddit zuvor über ein Indizierungsverfahren informiert. Reddit gab in einer öffentlichen Stellungnahme an, einer „stichhaltigen rechtlichen Anfrage“ nachgekommen zu sein. Der Subreddit wurde 2019 von Reddit gelöscht, nachdem Videos des Terroranschlags auf zwei Moscheen in Neuseeland dort gezeigt wurden.

## Technik
Die Software hinter Reddit wurde ursprünglich in Common Lisp geschrieben, im Dezember 2005 dann allerdings in Python neu erstellt. Gründe hierfür waren vor allem die größere Auswahl an Programmbibliotheken, bessere Performance und flexiblere Entwicklungsmöglichkeiten. Des Weiteren nutzt die Software eine PostgreSQL-Datenbank.
Im Januar 2009 gab Reddit bekannt, dass das Unternehmen nun mit der JavaScript-Klassenbibliothek jQuery zusammenarbeite. Ende 2009 entschloss sich Reddit dazu, keine eigene Server-Infrastruktur mehr zu nutzen, sondern auf das Cloudangebot von Amazon Web Services umzusteigen.

### Mobile Web
Im Juni 2007 wurde die Reddit-Website für den mobilen Einsatz neu gestaltet. Dabei handelte es sich vor allem um optische Veränderungen mithilfe von CSS und einer besseren Bedienbarkeit der Website innerhalb des mobilen Browsers.
Mobile Apps erlauben es zudem, Reddit einfach und schnell auf Smartphones und Tablets zu benutzen. Im September 2014 wurde die Reddit AMA App für iOS und Android veröffentlicht, welche ermöglicht, Interviews im Frage-Antwort-Stil aus dem /r/IAMA Subreddit zu lesen.
Im Oktober 2014 kaufte das Unternehmen die iOS-App Alien Blue, die schließlich bis 2016 die offizielle Reddit-App war. Aus Alien Blue wurde eine neue App entwickelt, die schlicht „Reddit“ benannt wurde und seit 2016 die offizielle App der Website ist. Alien Blue wird nicht mehr weiterentwickelt und kann nicht mehr heruntergeladen werden.
Inoffizielle Apps auf dem Android Market sowie unter Apple iOS verwenden die Reddit API. Beliebte Apps für Android sind beispielsweise reddit is fun, Relay for reddit oder baconreader.

## Namensherkunft
Der Name Reddit ist eine Art Wortspiel. „I read it on Reddit“ („Ich las es auf Reddit“), wobei sich „read (im Präteritum) it“ und „Reddit“ gleichlautend anhören. Der Name des von Ohanian entworfenen Reddit-Maskottchens ist Snoo. Dieser entstand aus dem Kofferwort Snew für „what’s new“ (= „Was gibt es Neues?“), einer ersten Idee Ohanians als Name für Reddit.

## Trivia
Der erfolgreichste Reddit-Post aller Zeiten ist ein Video von einer Werbetafel, die den Text „$GME GO BRRR“ zeigt, auf dem Times Square, welches vom User u/SomeGuyInDeutschland am 30. Januar 2021 im Subreddit r/wallstreetbets hochgeladen wurde. Stand 2024 hat es 486.000 Upvotes. Zuvor war ein Foto von Rick Astley, welches dieser 2020 mit seinem Profil u/ReallyRickAstley gepostet hatte, der erfolgreichste Reddit-Post.